# Stołówka (polana)
Stołówka – duża polana na grzbiecie łączącym szczyty Błatnia (917 m) i Stołów (1035 m) w Beskidzie Śląskim, administracyjnie w granicach wsi Brenna w województwie śląskim, w powiecie cieszyńskim, w gminie Brenna.
Stołówka znajduje się na wysokości około 850–917 m na południowym stoku między szczytem Błatniej a przełęczą między Błatnią a Stołowem. Rozciąga się z niej jedna z najładniejszych panoram w Beskidzie Śląskim i często zatrzymują się na niej turyści do odpoczynku i podziwiania widoków. Grzbietem przez polanę schodzi szeroka droga, którą wiedzie szlak turystyczny, a wschodnim skrajem polany na południe schodzi ścieżka do niżej położonej polany na Bukowym Groniu(na mapie Geoportalu oznaczona jest jako Bukowy Groń). Polana ta była kiedyś ośrodkiem pasterstwa. Stały na niej szałasy, domy i zabudowania gospodarcze, obecnie niektóre z nich przerobiono na domki letniskowe.
Stołówka, podobnie jak inne grzbietowe polany Beskidu Śląskiego, była dawniej halą pasterską, utworzoną przez koczowniczy lud Wołochów, na Śląsku nazywanych wałachami. W poszukiwaniu nowych pastwisk wędrowali oni grzbietami Karpat i wyrabiali polany metodą cyrhlenia. Potem stopniowo mieszali się z miejscową ludnością, a pozostałością po nich są liczne w Karpatach nazwy wołoskiego pochodzenia i tradycja wypasu owiec i wyrobu serów (szałaśnictwo).

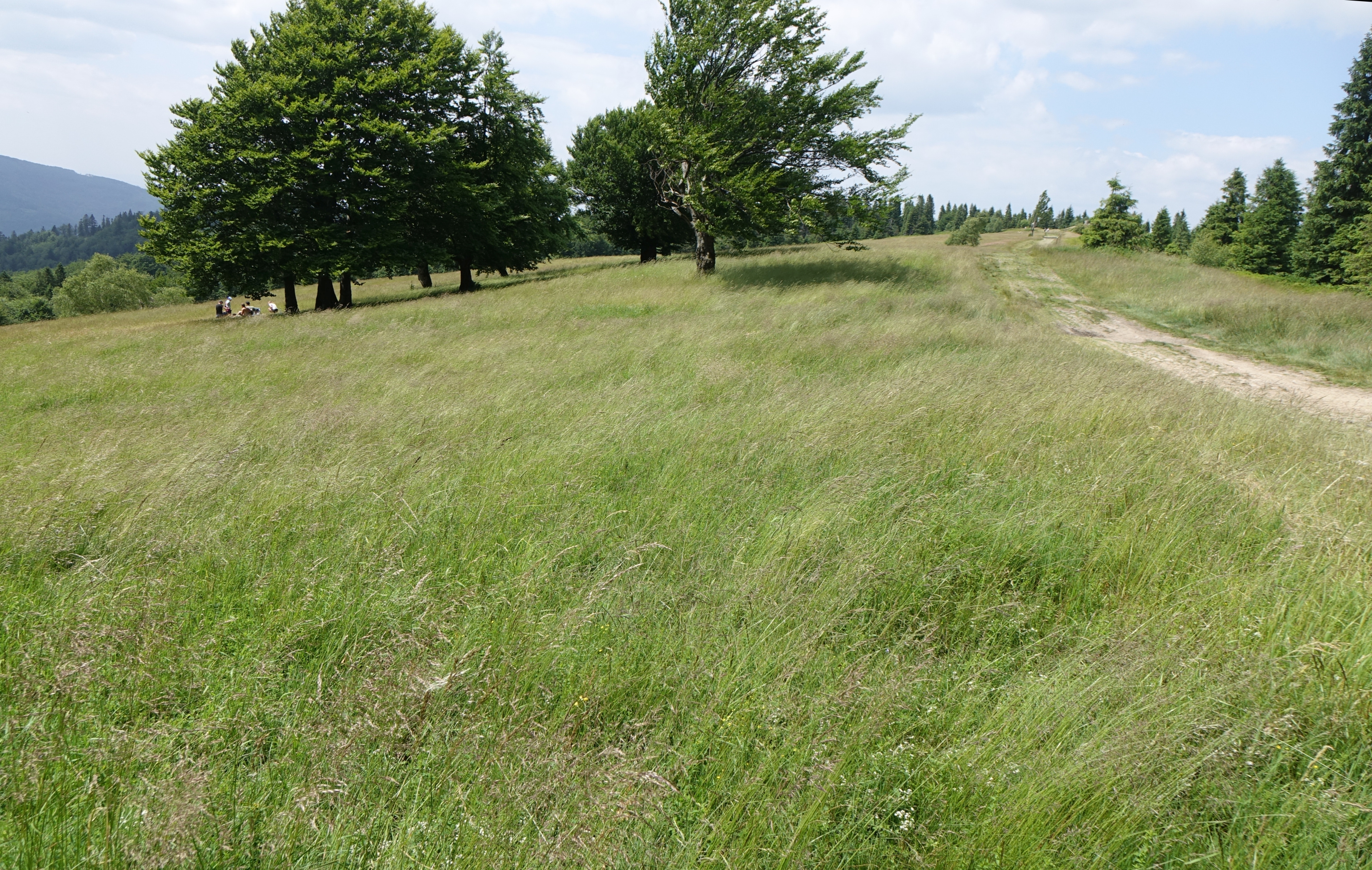
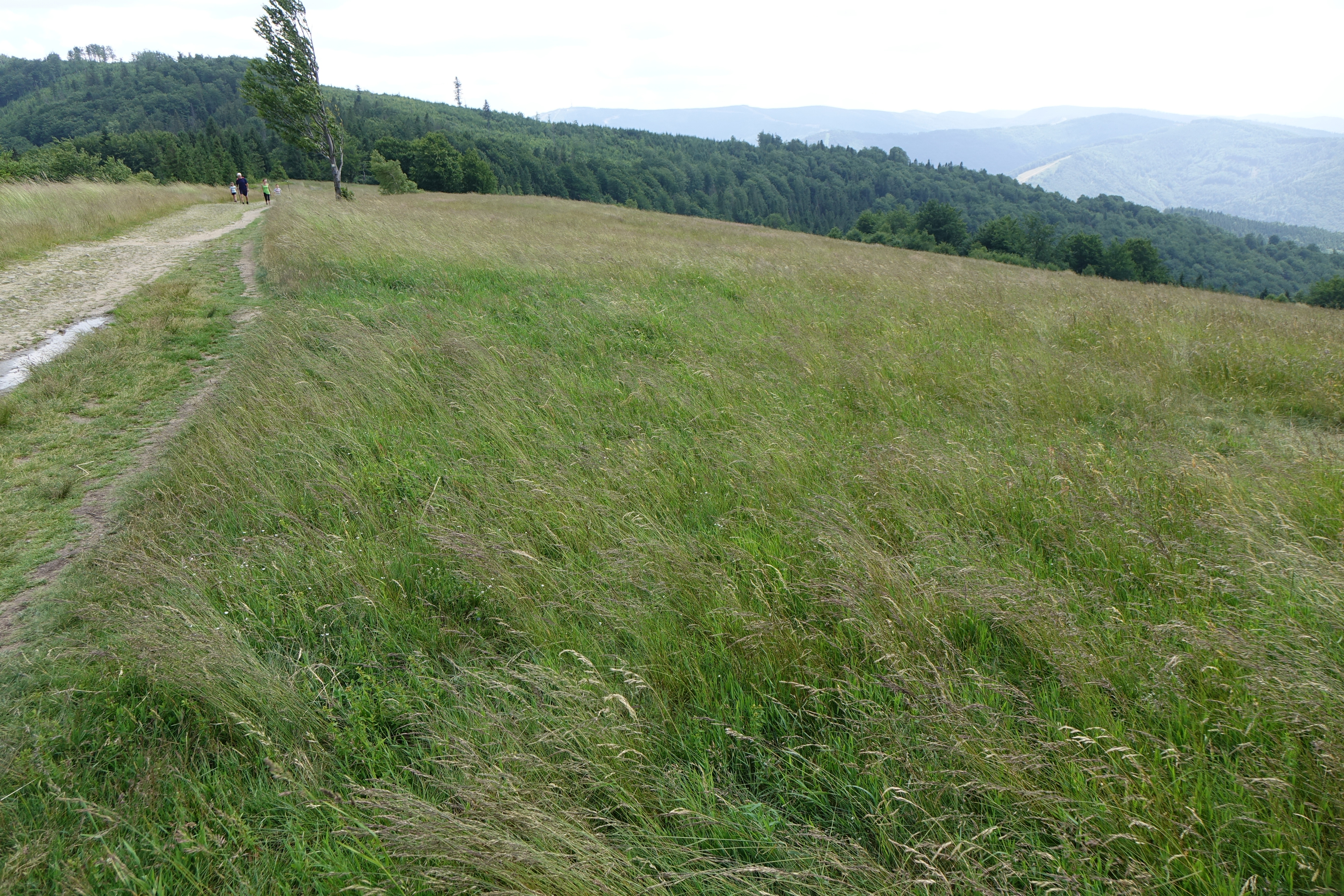
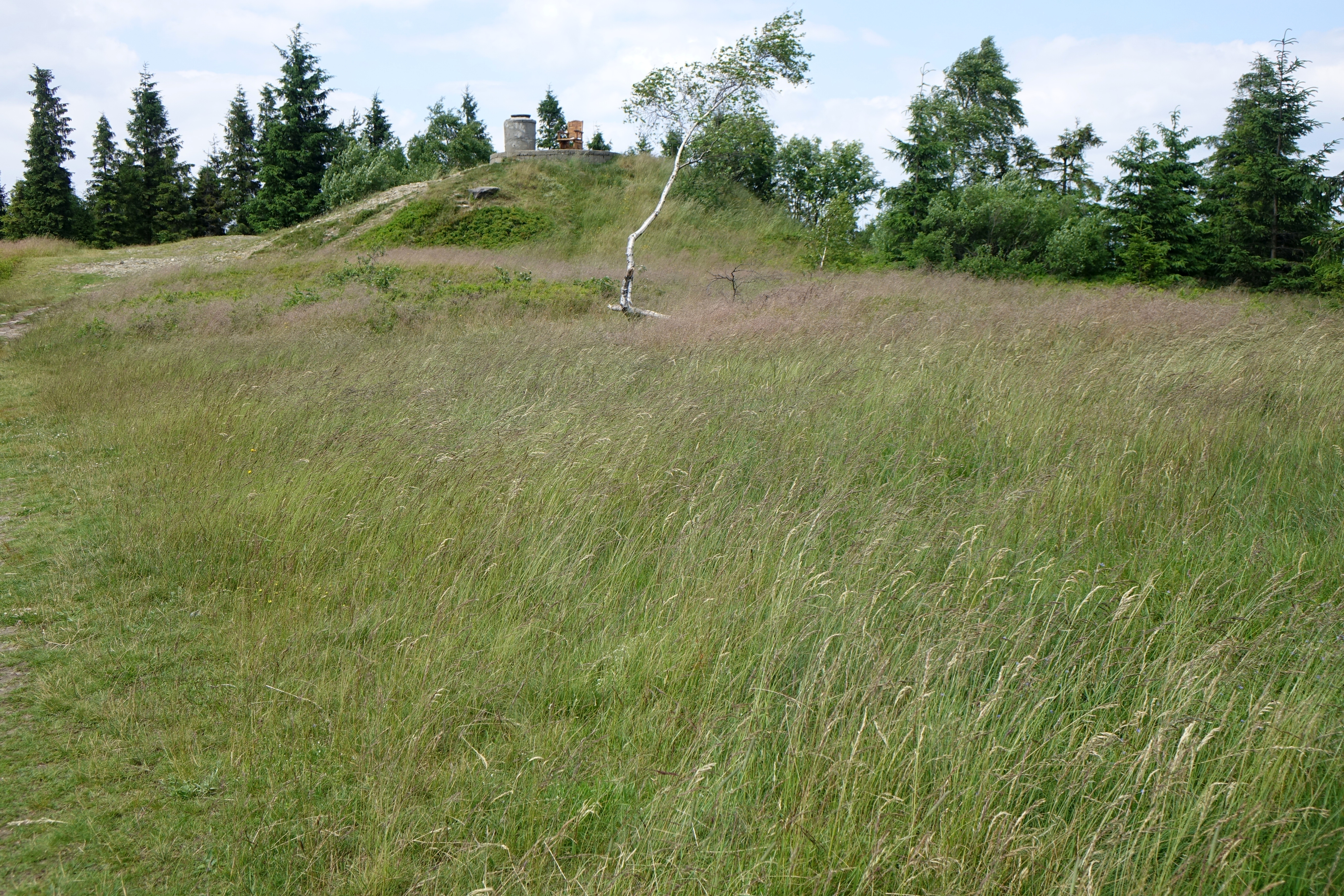
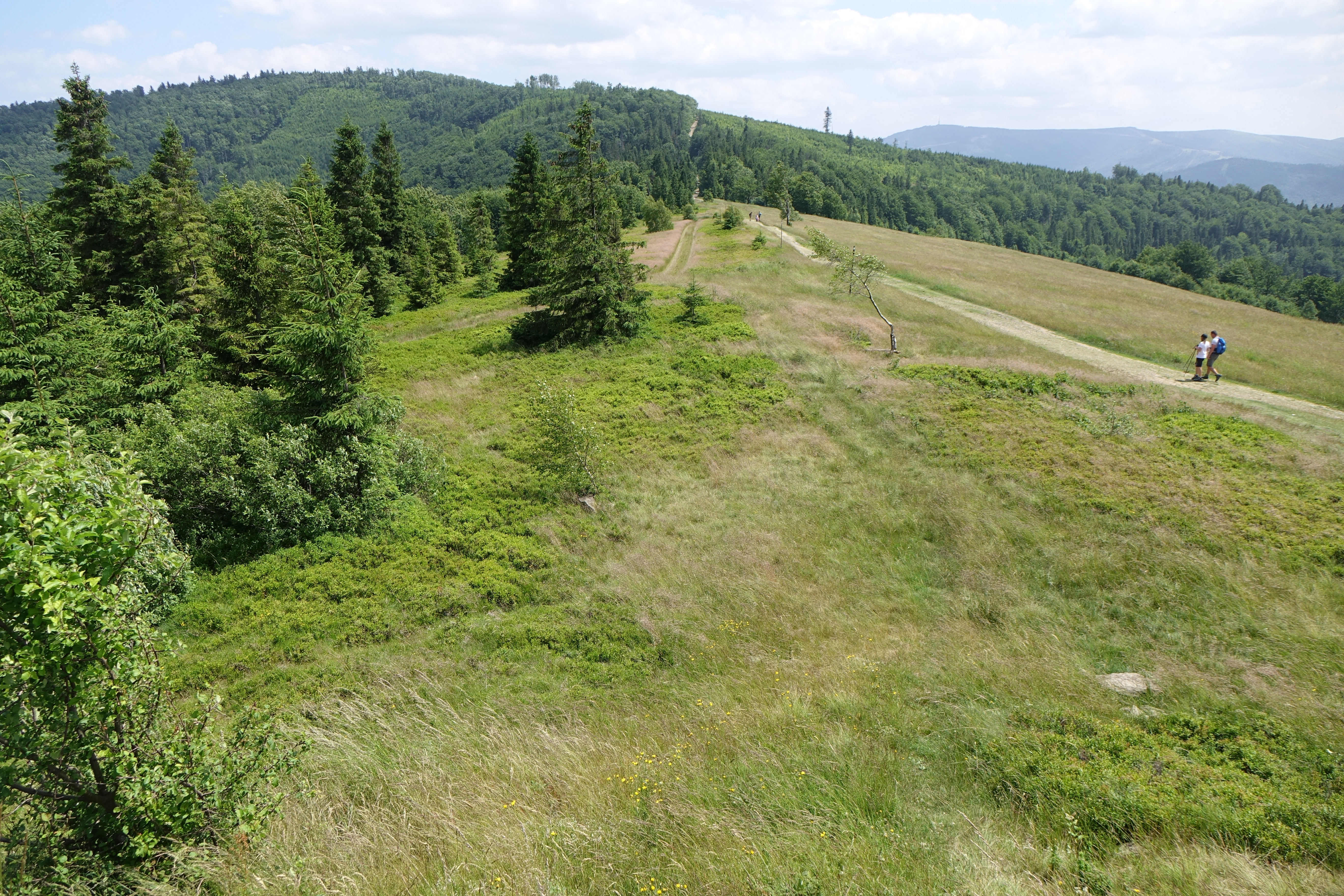
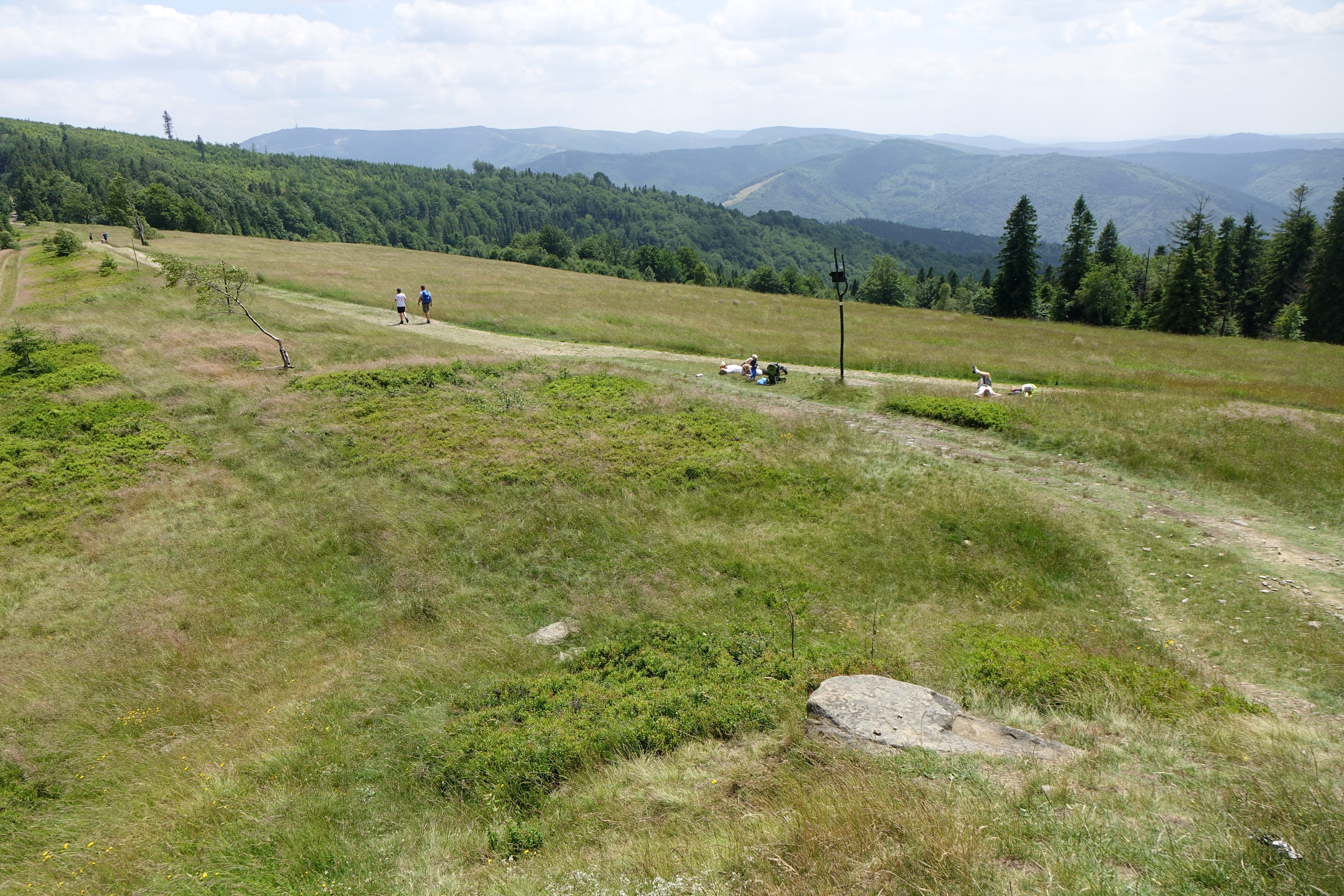

## Szlak turystyczny
Przez Stołówkę prowadzi szlak turystyczny.
 Klimczok – Siodło pod Trzema Kopcami – Trzy Kopce – Stołów – Błatnia. Odległość 4 km, suma podejść 80 m, suma zejść 230 m, czas podejścia 1:10 godz., z powrotem 1:20 godz.